# Weidewirtschaft

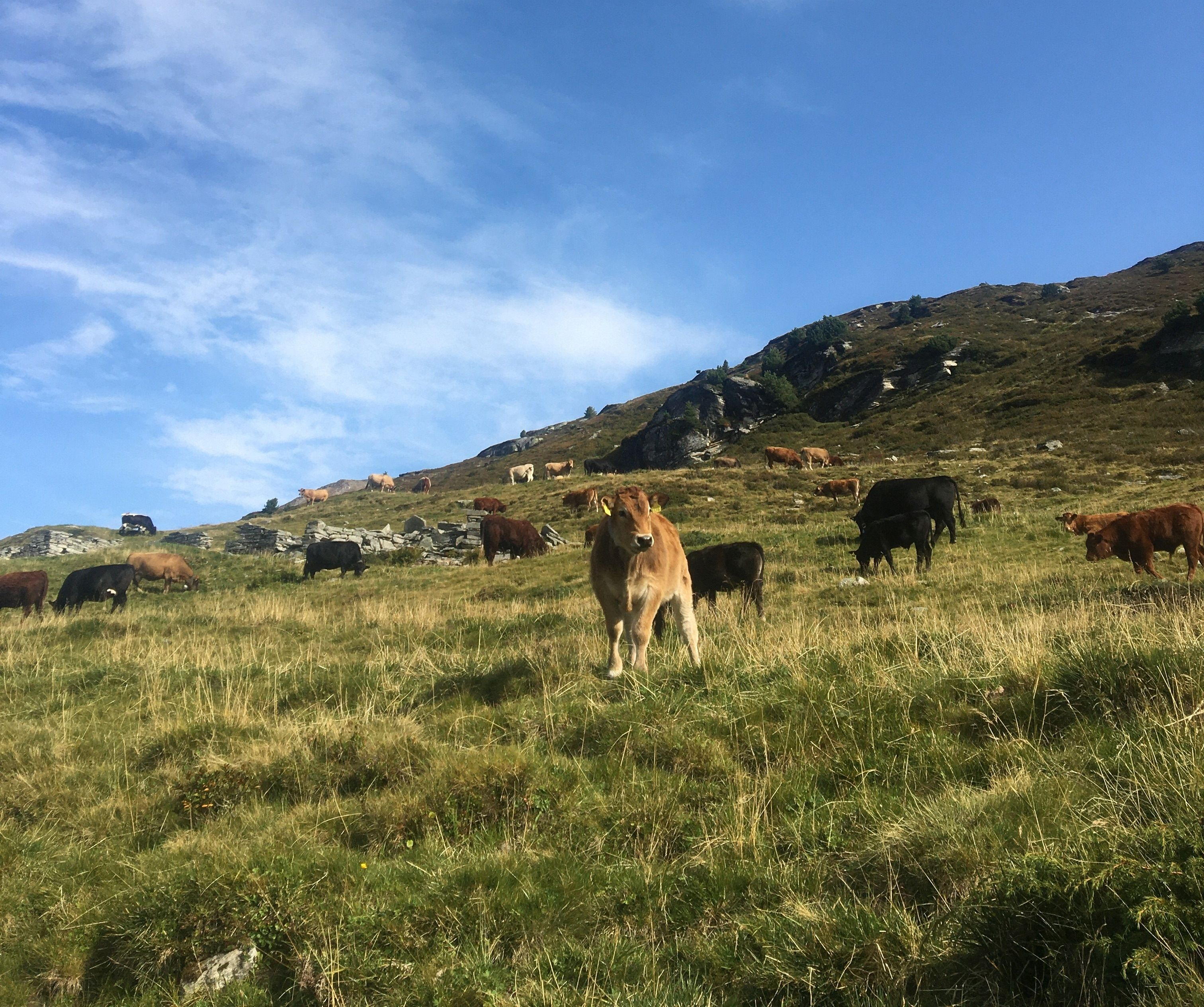
Rinder auf einer Hochalm in den Alpen

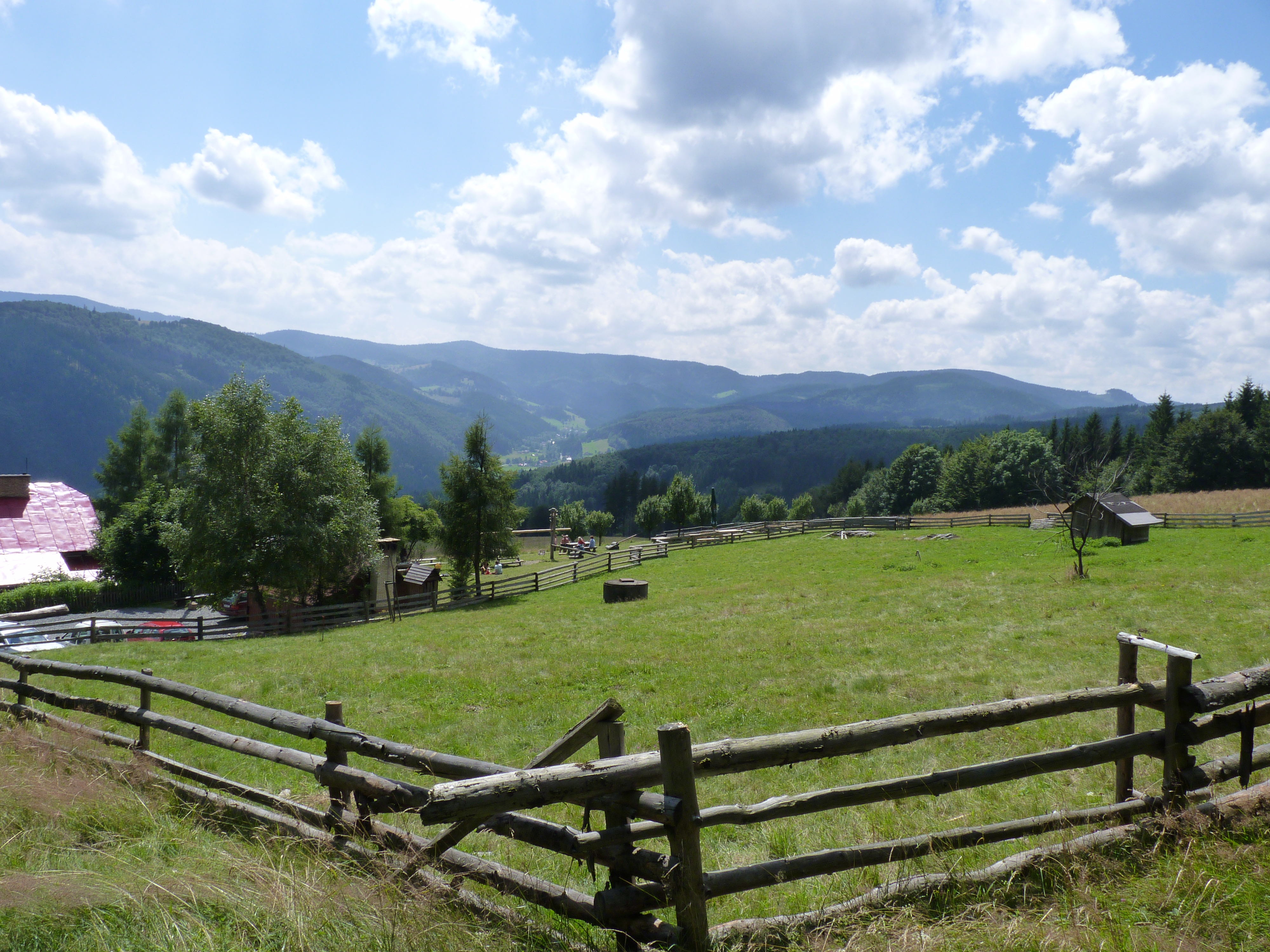
Weidekoppel mit traditioneller Umzäunung

Der Begriff Weidewirtschaft  oder Weidehaltung beschreibt die Haltung von Tieren beziehungsweise die Tierproduktion außerhalb von festen Gebäuden auf Weiden, wo sich die Tiere vorrangig von natürlich gewachsenem pflanzlichem Bewuchs (vorwiegend Gräsern) ernähren. Weidehaltung ist eine Haltungsform, die in der Regel bei Nutztieren angewendet wird. Weniger häufig kommt sie auch bei nicht ertragsorientierter Tierhaltung zum Einsatz (private Pferdehaltung, Gnadenhof).
Beweidet werden meist Grenzertragsflächen – wie Urgrasland (Steppe, Savanne) und Tundra – oder anthropogen geschaffenes Grünland, während auf höherwertigen Ackerflächen Lebensmittel- oder Futtermittelpflanzen angebaut werden. Weideflächen liegen hingegen auf ertragsschwächeren Böden, in klimatisch ungünstigeren Lagen mit kürzerer Vegetationsperiode (etwa im Gebirgsklima), an steilen Hängen, oder sie weisen Hindernisse wie Felsen auf, deren Entfernung nicht wirtschaftlich ist, oder Vernässungen, die aus Kostengründen oder aus Gründen des Biotopschutzes nicht trockengelegt werden.
In früheren Zeiten waren die meisten Formen der Weidewirtschaft eher personalintensiv, besonders die Fernweidewirtschaft, dabei kamen materialsparende Techniken zum Einsatz. Heute finden wir diese Arten der Weidehaltung vorwiegend in ärmeren Ländern. In Weidegebieten mit ausreichend fruchtbaren Böden, in denen die Tiere nicht wandern müssen, um genug Nahrung zu finden, werden sie durch Zäune daran gehindert, aus den Weidegründen zu entlaufen, wobei Personalkosten für Hirten eingespart werden.
Weidehaltung erfordert eine regelmäßige Kontrolle der gehaltenen Tiere. Insbesondere bei nicht eingezäunten Weiden hat sich der Hund als wichtiger Helfer eine unverzichtbare Funktion erworben. Im Laufe der Jahrhunderte wurden die unterschiedlichsten Arten von Hütehunden und Herdenschutzhunden in regionalen Rassen gezüchtet. Die Rückkehr und Ausbreitung des Wolfes in Mitteleuropa hat das Thema Herdenschutz im 21. Jahrhundert wieder aktuell werden lassen.
Jede Form der Weidewirtschaft beeinflusst die Ökologie der beweideten Fläche. Naturnahe Beweidung innerhalb von Kulturlandschaften gilt heute als Zeichen einer modernen, multifunktionalen Landwirtschaft und fördert die Landschaftsästhetik. Viele weidetierhaltende Betriebe tragen dazu bei, die Erfordernisse des Biodiversitäts-, Klima- und Gewässerschutzes anzugehen.
Ist die Weidenutzung zu intensiv, drohen vor allem in niederschlagsarmen Regionen die Folgen von Überweidung einschließlich Desertifikation. In Regionen mit reichlich Niederschlag führt Beweidung meist zu abwechslungsreichen Landschaften mit zahlreichen ökologischen Nischen. Hier zeichnen sich Weideflächen oft durch einen hohen naturschutzfachlichen Wert aus. Sie bieten Heimat und Nahrungsgrundlage für viele gefährdete Tier- und Pflanzenarten.

## Arten der Weidewirtschaft
Welche Art der Weidewirtschaft betrieben wird, hängt unter anderem von klimatischen, räumlichen, wirtschaftlichen und tierschutzrechtlichen Faktoren ab. Aus diesen ergeben sich meist Regelungen und Beschränkungen.
Folgende Einteilungen werden getroffen:

### Einteilung nach Flächennutzungsgrad

#### Extensive Weidenutzung
Extensiv – das heißt, Beweidung sehr großer Flächen mit geringem Viehbesatz – findet sich fast ausschließlich als Naturweidewirtschaft in Regionen, die keine andere landwirtschaftliche Nutzung ermöglichen. Meistens ist kein Zufüttern und keine temporäre Stallhaltung notwendig. In der Regel werden mehrere Tierarten gehalten. Im altweltlichen Trockengürtel handelt es sich vielfach um traditionelle Nutzungsformen (Nomadismus oder Mobile Tierhaltung) mit hohem Selbstversorgungsanteil, ansonsten um Ranching oder moderne ökologische Tierhaltung, bei denen die Erhaltung der Weiden im Vordergrund steht
→ Wechselweidewirtschaft

#### Intensive Weidenutzung
Intensive Beweidung auf kleinen Flächen mit dichtem Viehbesatz findet vor allem in der Grünlandwirtschaft (meist auf potenziellen Waldstandorten) Europas und Nordamerikas statt. Zufütterung, Düngung und temporäre Stallhaltung mit hohem Technisierungsgrad sind obligatorisch. Sehr große Herden findet man überdies in einigen Regionen Indiens, Chinas, Äthiopiens und Brasiliens. In der Regel wird nur eine Tierart gehalten. Intensive Haltung ist ausschließlich marktwirtschaftlich orientiert: Produktionssicherheit und Gewinnerwirtschaftung stehen im Vordergrund.
→ Dauerweidewirtschaft

### Einteilung nach Art des Weidelandes (Landnutzungsformen)

#### Pastoralismus
Gleichbedeutend mit dem Begriff des Pastoralismus wird der Begriff der Naturweidewirtschaft verwendet. Dabei handelt es sich um die Nutzung natürlich entstandener Offenlandschaften wie Steppen, Savannen oder Tundren.
Die Tiere werden nur bei Bedarf aufgesucht, gegebenenfalls zusammengetrieben, etwa zum Schlachten oder Verkaufen. Beispiele hierfür findet man in der Rentierhaltung in Lappland und Sibirien, Yakhaltung im tibetischen Hochland, Rinderhaltung der Massai oder mobile Tierhaltung mit verschiedenen Nutztierarten in der eurasischen Steppe. Seit der Sesshaftwerdung in der Jungsteinzeit haben nomadisierende Hirtenvölker diese Art der Weidehaltung betrieben.
Werden die Flächen abwechselnd als Weide und zum Feldbau genutzt, spricht man von Agropastoralismus. Die Lebensweise agropastoraler Gruppen ist je nach den Gegebenheiten sesshaft, halbsesshaft oder halbnomadisch; immer werden sowohl feste Wohnsitze und zum Teil verschiedene mobile Behausungen genutzt. Diese Form findet sich vor allem in den Savannengebieten Afrikas.

#### Hutewaldwirtschaft
Die Hutewaldwirtschaft ist eine meist historische Form der Beweidung vormaliger Urwälder, die auf diese Weise aufgelichtet werden und sich bei dauernder Nutzung zu park- oder heideähnlichen Landschaften entwickeln. Neben aufkommenden Gräsern stehen hier Eicheln und Bucheckern von relativ freistehenden, großen Bäumen sowie Keimlinge und Jungpflanzen diverser Waldgehölze als Nahrung für das Vieh zur Verfügung. Demzufolge profitieren Schweine, Schafe und Ziegen stärker von der Hutewaldwirtschaft als Rinder oder Pferde, die mehr auf Gräser angewiesen sind. Nach wie vor genutzte, große Hutewälder gibt es beispielsweise in Zentral- und Südwestspanien; sie werden Dehesas genannt und werden zur Eichelmast für die iberischen Schweine genutzt.

#### Grünlandwirtschaft
Durch Waldrodung oder Trockenlegung von vernässten Flächen (Moore, Nasswiesen, Auen) geschaffenes Weideland in den mittleren Breiten wird als Grünland bezeichnet. Für den Ackerbau ungeeignet, lässt es doch eine intensive Beweidung zu. Auf den Flächen werden überwiegend Gräser und/oder krautige Pflanzen angebaut und deren Biomasseaufwuchs wird durch Beweidung oder Mahd für die Viehwirtschaft oder geringfügig zur Produktion von Energiepflanzen genutzt. Diese anthropogen geschaffenen Ökosysteme bedürfen der ständigen Nutzung oder Pflege, um den Wiederaufwuchs der natürlich vorhandenen Vegetation (vorwiegend Wald) zu verhindern. Ebenso werden Naturschutzflächen als Grünland bezeichnet, bei denen der Nutzungsanspruch nur sekundär bis überhaupt nicht gegeben ist, die aber darauf abzielen, den Charakter dieser Kulturlandschaft durch entsprechende Naturschutzmaßnahmen – meist Beweidung – zu erhalten.
Ähnlich wie beim Agropastoralismus findet bei der Feldgraswirtschaft ein Wechsel von Acker- und Grünlandnutzung statt. Diese Landwirtschaftsform ist in solchen Regionen verbreitet, wo Dauerackerbau bzw. Dauergrünland aus standortökologischen Gründen schwierig sind, Ackerkulturen aber noch Mindesterträge abwerfen.

### Einteilung nach Art der Flächenbewirtschaftung und des Weideganges
- Stationäre Tierhaltung
  - Dauerweidewirtschaft (intensiv, anthropogene Weiden, marktorientiert)
  - Wechselweidewirtschaft (extensive Formen)
    - Hutweidewirtschaft (meist anthropogene Weiden, markt- u./o. subsistenzorientiert)
    - Ranching (pastorale Weiden, marktorientiert)
- Fernweidewirtschaft (extensiv)
  - Almwirtschaft (pastorale und anthropogene Weiden, marktorientiert)
  - Transhumanz (pastorale und anthropogene Weiden, markt- und subsistenzorientiert)
  - Mobile Weidewirtschaft (pastorale Weiden, subsistenz- und marktorientiert)
  - Nomadismus (pastorale Weiden, subsistenzorientiert)

## Haltung des Viehs

### Zäunung
Auf Intensivstandorten mit großem Viehbesatz und verschiedenen konkurrierenden Landnutzungsformen in der Nachbarschaft werden Weiden heute (vor allem in den reichen Industrieländern) grundsätzlich als Koppeln eingezäunt. Der große Vorteil im Vergleich zu den oben genannten Verfahren besteht darin, dass durch die Einfriedung zunächst keine andauernde Aufsicht über die Weidetiere erforderlich ist. Demgegenüber stehen der Arbeitsaufwand für den Bau von Zaun, Unterstand und Wasserstelle und die Materialkosten. Nach den tierschutzethischen Wertvorstellungen in Europa ist eine Kontrolle der Tiere und des Zauns einmal am Tag unabdingbar.

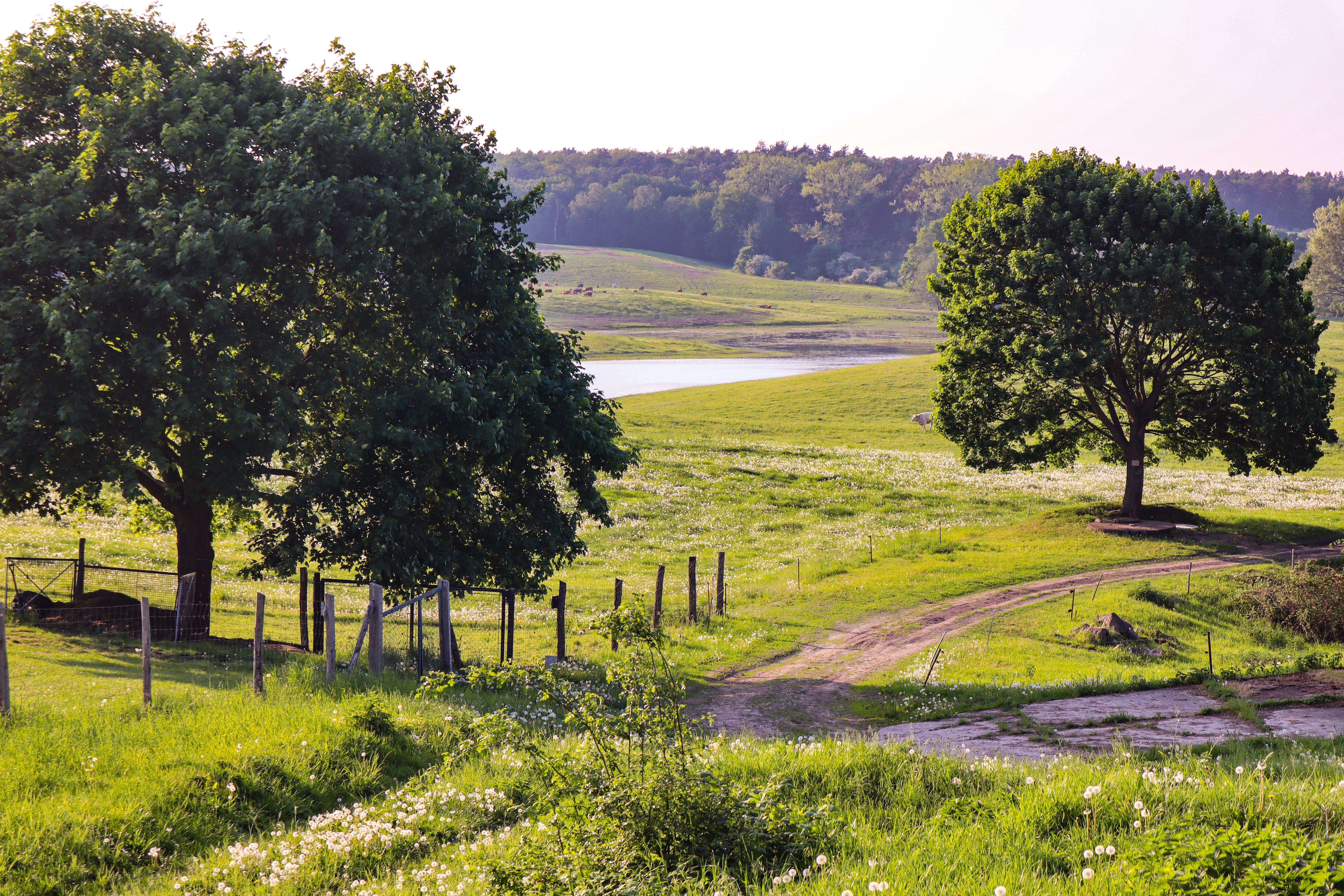
Weideland im Biosphärenreservat Schorfheide-Chorin, Brandenburg mit fester Zäunung

Als Zaunbaumaterial kommen Holz (teuer), Drahtgitter (teuer) oder Stacheldraht (hohes Verletzungsrisiko) in Frage, bei weitem am häufigsten wird jedoch eine elektrifizierte Zäunung eingesetzt. Diese kann aus einem einfachen Draht bestehen (funktioniert bei der Rinderhaltung) bis hin zu einem elektrifizierten Netz in der Schaf- und Ziegenhaltung.
Ist das Zaunbaumaterial fest installiert, handelt es sich um eine Standweide oder Koppel. Diese Fläche wird immer wieder zur Beweidung herangezogen, auch wenn sie zwischendurch gelegentlich gemäht wird (Mähstandweide).
Der Elektrozaun kann mit einem batteriebetriebenen Gerät mobil aufgebaut oder mit einem stationären Netzgerät betrieben werden. Letzteres ist leistungsfähiger und weniger störanfällig. Mobile Geräte können vielfältiger eingesetzt werden. Mit mobilen Elektrozäunen werden bei der Wanderweide die Tiere oft über Nacht auf stets neuen Flächen eingepfercht.
Bei der Verwendung von Elektrozäunen ist deren einwandfreie Funktion und die Gewöhnung der Tiere an die Funktionsweise wichtig. Das Tier, das bereits einen elektrischer Schlag erfahren hat, wird künftig den Kontakt mit dem Zaun vermeiden. Führt der Zaun jedoch zu wenig Spannung, lernen die Tiere, dass sie sich von einer dünnen Litze nicht abschrecken lassen müssen.
In den meisten Ländern sind die technischen Eigenschaften von Elektrozaungeräten gesetzlich geregelt (insbesondere die Impulsstärke – in der EU gilt EN 60335-2-76).
Die Zäunung stellt regelmäßig die Frage der Hütesicherheit. Immer wieder brechen Weidetiere aus der Zäunung aus. In dicht besiedelten Regionen birgt dies Gefahren für Mensch und Tier.
Das Zäunen ermöglicht das Prinzip der Portionsweide. Hierunter versteht man die Einteilung der Gesamtfläche in mehrere Koppeln, wobei die Zuteilung der Futterfläche ein- bis zweimal pro Tag erfolgt. Sie ist die intensivste Form der Beweidung. Die Weidereste sind sehr gering, die Futteraufnahme pro Tier sehr hoch. Die Nutzung als Portionsweide ist besonders vorteilhaft bei kleinen Weiden und knapper Weidefläche. Für größere Herden ist diese Form wegen des erhöhten Stresses nicht geeignet. Der Pflegeaufwand ist hoch, ebenso der Nährstoffaufwand.
Die Kurzrasenweide ist eine sehr früh, intensiv und kurz beweidete Standweide bei der Rinderhaltung. Es erfolgt dabei keine Zufütterung von Kraftfutter, da sonst die Tiere lieber beim Stall bleiben. Sie erfordert eine saisonal gelenkte Abkalbung im Winter und eine überlegte Winterfutterversorgung, wenn alle Flächen beweidet werden sollen.
Die Kurzrasenweide wird in Österreich sehr stark vom LFZ Raumberg-Gumpenstein propagiert.

### Hobbeln

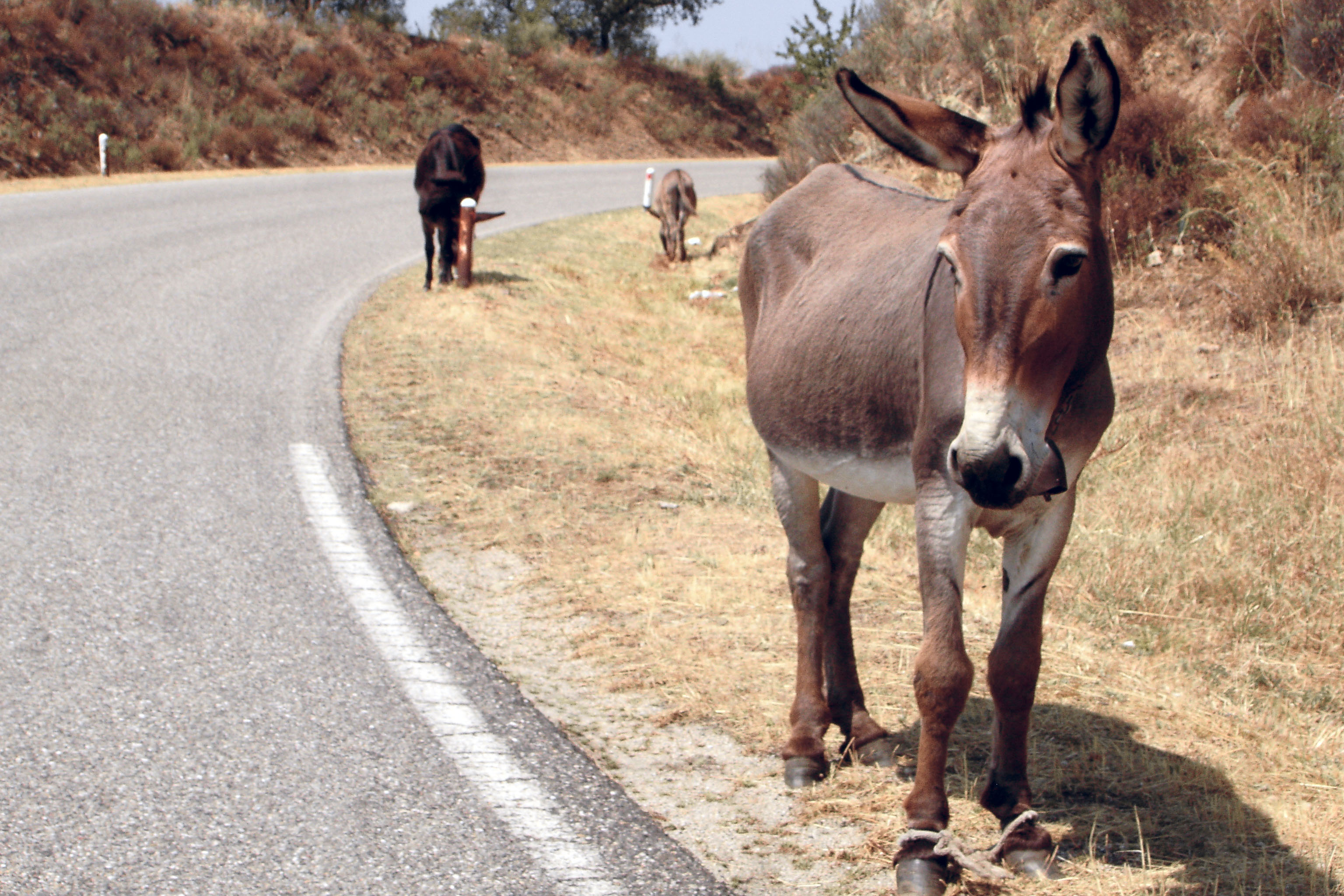
Gehobbelter Esel auf Sardinien

Beim Hobbeln werden die Vorderbeine der Weidetiere relativ eng zusammengebunden. Diese können sich dann zwar frei, aber nur noch mit kleinen Schritten fortbewegen. Der Aktionsradius wird somit stark eingeschränkt. Diese Technik hat den Vorteil, dass nur wenig und preiswertes Material benötigt wird. Der Zeitaufwand für die Aufsicht der Tiere ist in dünn besiedelten Regionen gering. Das Anlegen und Abnehmen der Fußfesseln ist wegen des Arbeitsaufwands nur bei einer begrenzten Zahl von Tieren möglich. Bei ungeeignetem Material, fehlender Gewöhnung der Tiere und häufiger Anwendung, besonders aber auch bei Störungen der Weidetiere mit Fluchtversuchen kann es leicht zu Verletzungen kommen. In wohlhabenden Ländern wird das Hobbeln aus Gründen des Tierschutzes häufig abgelehnt. In ärmeren Ländern ist es aber weit verbreitet.

### Tüdern

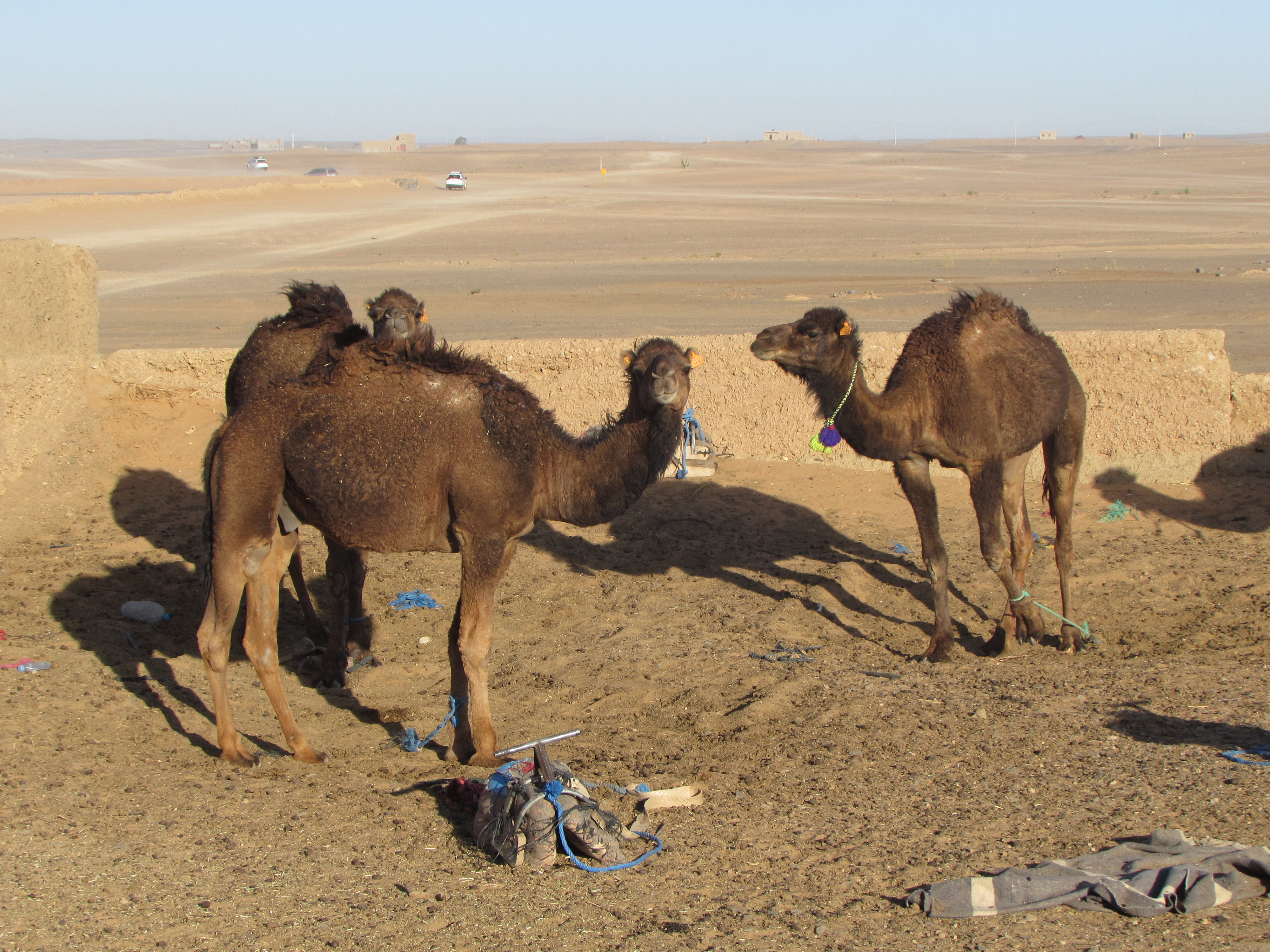
Getüderte Dromedare in der Sahara, Marokko

Traditionell binden Tierhalter einzelne Weidetiere mit einem Seil an einen Pflock im Boden um deren Bewegungsradius einzuschränken. Im deutschen Sprachgebrauch wird dies als Tüdern bezeichnet. Bei Ziegen wird das Seil oft an ein Halsband gebunden, bei Pferden eventuell an ein Halfter, anderenfalls wird einfach ein Bein mit einer Schlinge angeknotet (im englischen Sprachgebrauch wird jede Art von Fußfessel als hobble bezeichnet, auch dann, wenn sie an einen Pflock gebunden wird). Das Tüdern dient teilweise nur der Aufbewahrung. Zum Zweck der Beweidung kann der Pflock nach und nach versetzt werden, damit das Tier seine Futterpflanzen erreicht.
Die Vor- und Nachteile dieser Technik entsprechen denen des Hobbelns.

## Weidepflege
Ohne Weidepflege werden auf Intensiv-Weideland Pflanzen begünstigt, die dem Vieh nicht als Nahrung dienen, z. B. dornige oder giftige Arten. Durch eine entsprechende Weidepflege wird deren Ausbreitung verhindert. Auf gepflegten Weiden sind daher solche Pflanzen anzutreffen, die häufigen Verbiss und das Betreten durch die Tiere gut vertragen (etwa Deutsches Weidelgras oder Weißklee).

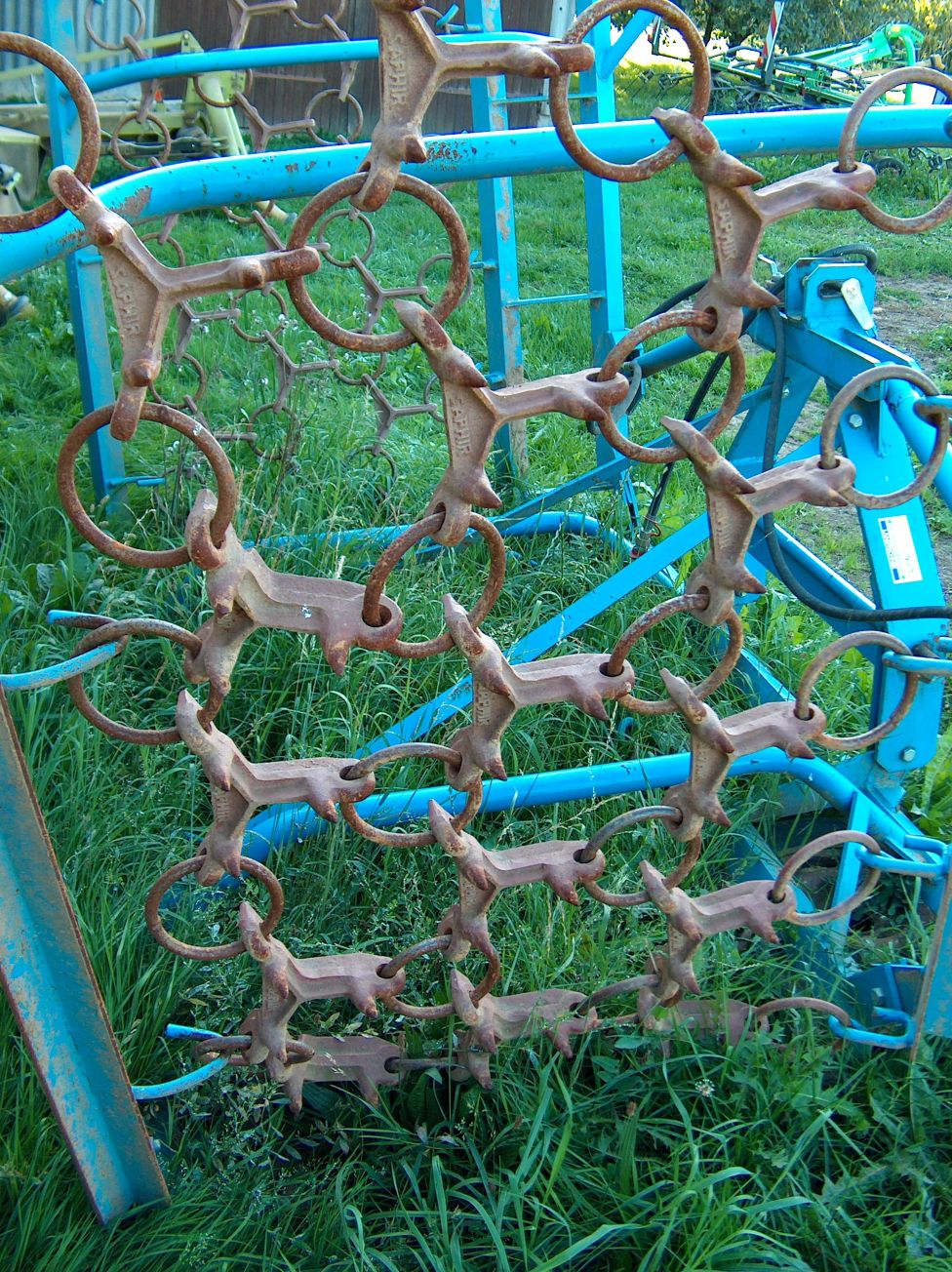
Wiesenegge, zusammengeklappt

- Schleppen, Eggen: Das Schleppen wird im Frühjahr durchgeführt und bei Notwendigkeit im Jahresverlauf wiederholt. Beim Schleppen wird eine schonende Weideegge über die Grasnarbe gezogen, die alte Pflanzenteile ausreißt, Maulwurfshaufen einebnet und Kuhfladen sowie Kotstellen verteilt. Auf diesen Stellen wird der Bewuchs unterdrückt. An Kothaufen können Geilstellen entstehen, da das Vieh bekotete Pflanzen meidet und diese Bereiche stark überdüngt sind. Wo die Grasnarbe durch Maulwurfshügel oder Kotstellen bedeckt wird, können auch ungewünschte Arten keimen, da ihre Samen im Gegensatz zu den gewünschten Arten durch Samen in der Diasporenbank vertreten sind, da bei Weide- oder Schnittnutzung das Gras geerntet wird, bevor es zur Blüte kommt.
- Walzen: Das Walzen ist im Frühjahr besonders auf Moorböden erforderlich. Durch den hohen Wassergehalt mooriger oder anmooriger Böden kommt es im Winter durch Frosteinwirkung zum periodischen Hochfrieren. Das Walzen dient vor allem dazu, den hochgeforenen stark humosen Bodenschichten, Rohhumus- bzw. Torfschichten wieder an untere Horizonte anzuschließen und die Wasserführung zu verbessern.
- Ausmähen: Das nachträgliche Abmähen (Aus- oder Nachmähen) von Weiden, die nur durch eine Viehart extensiv beweidet werden, fördert eine günstige Futterpflanzenzusammensetzung. Das Vieh hat Nahrungspräferenzen und verbeißt die wertvollen Futterpflanzen, während die ungewünschten Pflanzen besonders an Geilstellen (Kothaufen) nicht beschädigt werden und sich durch diesen Vorteil ausbreiten können. Die Nachmahd verhindert dies.
- Mulchen: Bei der Pflege mit dem Mulchgerät werden sowohl Weideunkräuter (wie Brennnesseln, Ampfer und Kletten), als auch Kotansammlungen intensiv zerkleinert und auf der Fläche verteilt. Dadurch verrotten sie schnell und Endoparasiten haben schlechtere Überlebensbedingungen.
- Nachsaat: Im Herbst, Frühjahr oder nach einer Schnittnutzung können Futtergräser nachgesät werden. Soweit die Grasnarbe grundsätzlich noch eine zufriedenstellende Artenzusammensetzung hat bzw. nicht zu große Lücken aufweist, werden kleinere Lücken oder Schäden durch Auswinterung durch Nachsaat behoben. Die Nachsaat erfolgt durch Schlitzsaat, Breitwurf oder einfach durch Zugabe der Samen im Güllefass.
- Mischbeweidung: Obwohl aus Gründen der Tierproduktion selten angewandt, führt eine Mischbeweidung mit verschiedenen Nutztierarten zu besseren Weiden, da etwa Rinder und Pferde die Pflanzen unterschiedlich abgrasen und verdauen.

## Probleme der Weidewirtschaft
Prinzipiell verändert jede Art der Weidewirtschaft das Weideland, die weidenden Tiere üben einen Weidedruck aus. Werden zu wenige Tiere auf einer bestimmten Fläche gehalten, spricht man von Unterbeweidung. Die Tiere suchen sich die beliebtesten Futterpflanzen heraus und Ackerunkräuter verbreiten sich.
Stehen zu viele Tiere auf der Fläche kommt es zur Überweidung. In Trockenräumen kann dies die Wüstenbildung fördern.

## Viehbesatz
In der planaren bis kollinen Höhenstufe Mitteleuropas kann auf wüchsigen Standorten näherungsweise eine Besatzdichte von 1,4 Großvieheinheiten pro Hektar als Grenze von der extensiven zur intensiven Haltung gezogen werden.
Regelmäßige Beweidung der gleichen Fläche mit der gleichen Tierart führt zu einem erhöhten Krankheitsrisiko der Weidetiere durch Endoparasiten wie Leberegel oder Spulwürmer. Um den Kreislauf der Aufnahme von Eiern beim Weidegang, Entwicklung zu reifen Parasiten im Darm und der Ausscheidung von Eiern zu unterbrechen, sind Brachepausen in der Beweidung hilfreich. Wird eine Wiese in einem Jahr nur gemäht, ist das Risiko für eine Parasiteninfektion für die Weidetiere im nächsten Jahr deutlich geringer. Auch das Aufsammeln und Entfernen von Mist oder dessen feine Verteilung zur schnellen Kompostierung verringert den Infektionsdruck.